# مالكوم بيل
مالكوم بيل (26 فبراير 1969 في المملكة المتحدة - ) (بالإنجليزية: Robert Malcolm Hamilton Bell)‏ هو لاعب كريكت بريطاني. لعب مع نادي مقاطعة غلوستر للكريكت ‏ وCornwall County Cricket Club ‏.

## وصلات خارجية
- مالكوم بيل على موقع إي آس بي آن كريك إنفو (الإنجليزية)